# Муллино (археологический памятник)
Муллино — археологический памятник (стоянка) каменного века. Находится на территории города Октябрьский, на правом берегу реки Ик (приток Камы). Назван по селу Муллино (ныне оно находится в черте города).
Открыт и исследован в 1967—1970 годах А. П. Шокуровым, в 1976—1981 годах Г. Н. Матюшиным.

## Находки
Вскрыто 572 м². Относится к многослойным поселениям.
- В нижнем слое обнаружены следы стоянки и каменные изделия (скрёбла, чопперы, отщепы), датируемые эпохой мустье (100—40 тыс. до н. э.).
- В слое эпохи мезолита найдены наконечники стрел, скребки, гарпуны из рога.
- В следующем слое — 3 поселения эпохи неолита (прибельская культура), следы очагов, выложенные камнями и челюстями лося, хозяйственные ямы, сосуды яйцевидной формы, орнаментированные горизонтальными насечками, костяные гарпуны, каменные орудия на пластинах, грузила, кости овцы, козы, лошади, крупного рогатого скота.
- Керамика слоя эпохи энеолита представлена сосудами с воротничком по венчику, орнаментированные оттисками гребенчатого штампа; найдены каменная ножина пластинах, мотыги, зернотёрки, песты. В слое агидельской культуры найдено 3 погребения человека. Радиоуглеродное датирование по костям лошади из этого слоя показало дату 2910—2500 гг. до н. э.
- В верхних слоях обнаружены фрагменты керамики ананьинской культуры.

Население занималось собирательством, охотой, рыболовством, скотоводством. Памятник отражает последовательность развития различия культур на территории Южного Урала в эпоху каменного века. Материалы памятника хранятся в Музее археологии и этнографии, Институте археологии РАН в Москве.
На стоянках прибельской культуры Муллино II и Давлеканово II, которые датируются по C-14 рубежом VII—VI тыс. до н. э., найдены останки лошадей молодого возраста (до 5 лет). Кости их часто разрубались вдоль для обработки и изготовления орудий. Найдены костяные кинжалы из костей лошадей с прорезями для вставки в них кремнёвых лезвий. На основании этих находок Г. Н. Матюшин высказал догадку о том, что на территории Южного Предуралья в эпоху неолита произошло одомашнивание лошади. Последующие исследования не подтвердили этого предположения — костные останки с памятника принадлежали лишь диким видам лошади.